# Dmitrij Andreevič Furmanov
Dmitrij Andreevič Furmanov (Sereda, 7 novembre 1891 – Mosca, 15 marzo 1926) è stato uno scrittore russo.
Combattente dal 1919 nella divisione di Vasilij Čapaev, divenne celeberrimo nel 1923 con il romanzo Čapaev, incentrato sulla rivoluzione russa.